# 戰神一號運載火箭
战神一号运载火箭（Ares I）是NASA在星座计划（Project Constellation）中所研制的部分可重複使用载人运载火箭（CLV），其名字源自于希腊神话中的战神阿瑞斯。按原计划，NASA將使用战神一号运载火箭發射接替航天飞机执行载人航天任务的猎户座太空船，并作为战神五号运载火箭的补充。NASA选择战神一号运载火箭以达到其预期的安全性、可靠性及成本效率。但是NASA在2010年10月通过授权法案取消了包括战神一号运载火箭在内的星座计划，但相关技术很可能用于未來的太空探索計劃。

## 戰神一號運載火箭於星座計劃中之用途

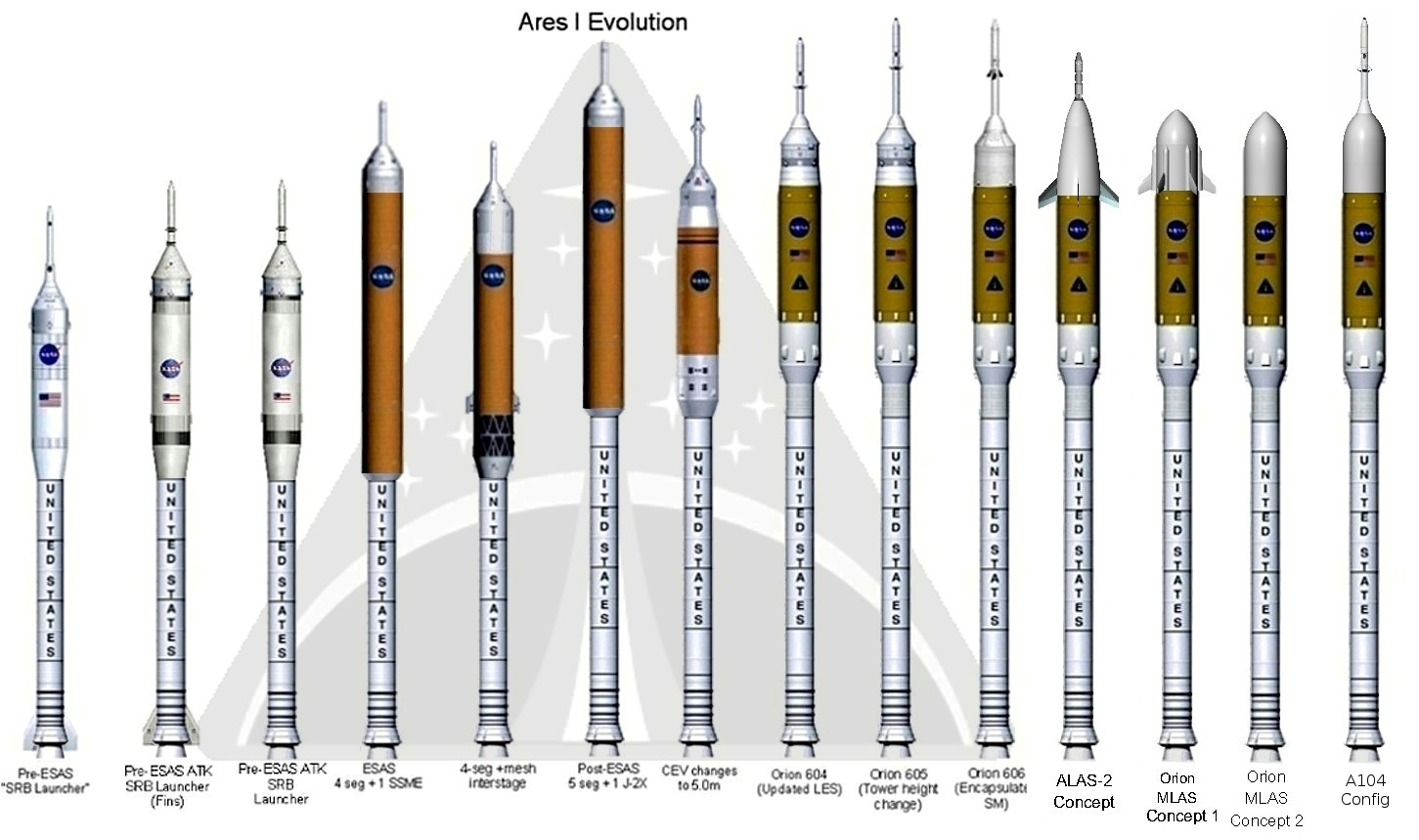
於探測系統建造計畫書中最新的戰神一號運載火箭想像圖

戰神一號運載火箭在星座計劃中屬運送機組員的載人太空載具。不同於太空梭是人貨混合同時發射的太空載具，於星座計劃中戰神一號及五號運載火箭將分別載人及載貨分兩次發射。分兩次發射可預留較多特殊設計的空間，完成不同目的的任務。
戰神一號運載火箭主要設計為發射獵戶座太空船的火箭，獵戶座太空船為膠囊式的載人太空船，可將太空人運送到國際太空站、月球甚至是火星。
以回到月球，甚至前進火星為目標的美國「星座」計畫，在剛才跨出了重要的一大步。做為星座計畫兩隻主力火箭之一的載人火箭 Ares I，在2009年10月28日，世界标准时间15:30完成了首度試飛。
Ares I 火箭是自1981年的太空梭計畫以來，美國太空總署（NASA）研發的第一架新設計的火箭，採用加長型的太空梭固態推進火箭做為第一節，上頭預定發射的則是未來的登月指揮艙。今天發射的是一次完全測試性的任務，主要是在評估第一節火箭的發射與回收，因此原本應該是第二節火箭的部份和未來的登月指揮艙在這次任務中都是用重物代替的。

## 設計

### 第一節
戰神一號運載火箭的第一節為可重複發射的固態助推器，較太空梭的固態助推器（SRB）為大。太空梭的固態助推器為四段式，戰神一號運載火箭則有五段，推力較大且推進時間也較久。其他修改如將移除聯結太空梭外部燃料槽（ET）的支架，也將固態助推器的鼻錐改為承接第二節的液體燃料槽，改良後的火箭將於聯結處裝備固態燃料分離發動機，於第二節發動機點火前將一二節分離。

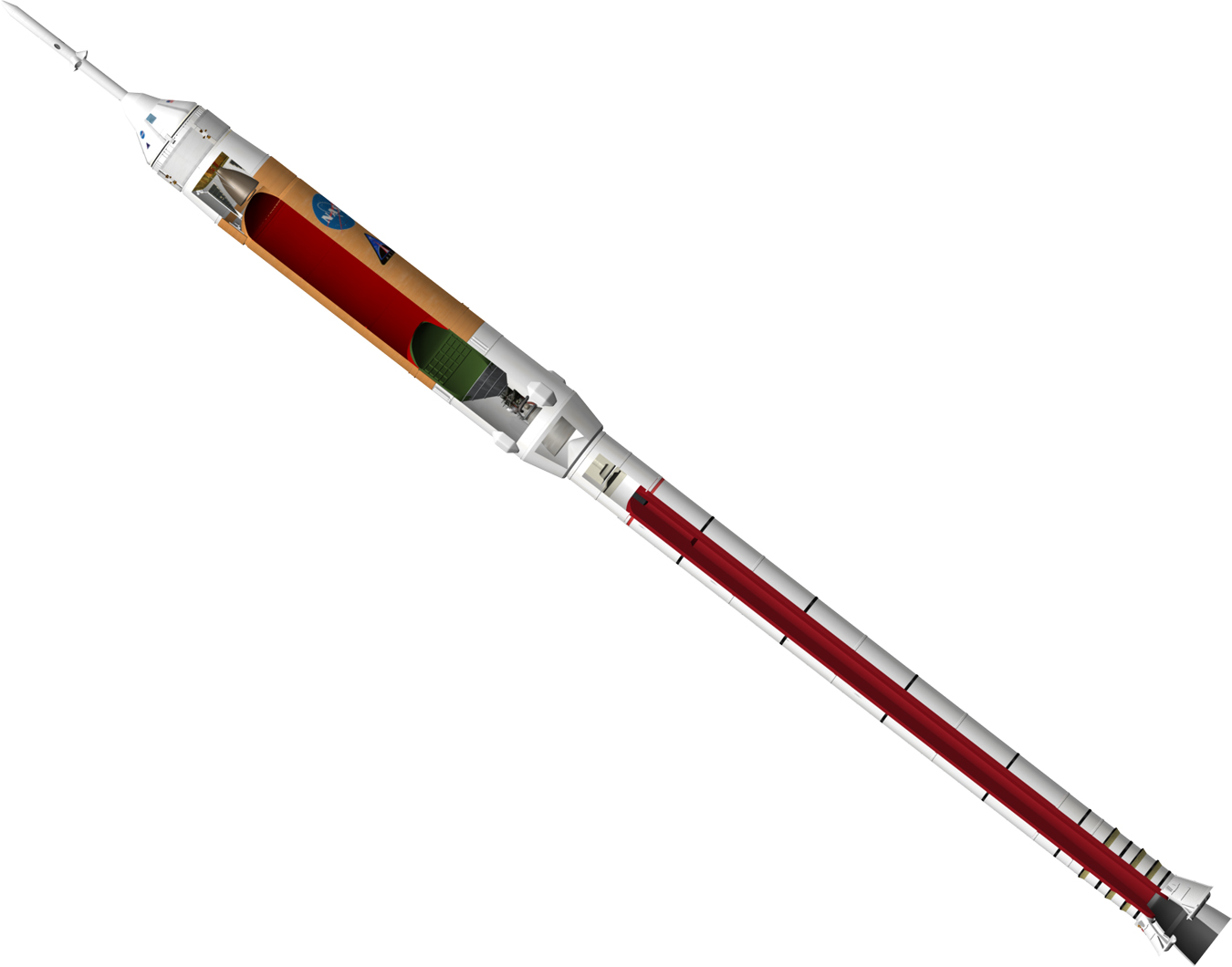
戰神一號運載火箭的內部解剖圖

### 第二節
戰神一號運載火箭的第二節推進動力是J-2X火箭發動機，燃料是液態氫及液態氧（LOx）。在2007年7月16日，美國國家航空暨太空總署宣布由洛克达因為J-2X火箭發動機的地面測試和試驗飛行的公司，也是唯一一家簽署J-2X發動機的公司。原本美國國家航空暨太空總署打算使用太空梭主發動機當第二節，但由於價格高昂（每顆發動機$5.5-6千萬美元），如果重新設計發動機，也要經過地面及真空測試；再者，第二節是不可重複使用的，所以決定使用J-2X火箭發動機，最重要的是其價格低廉（每顆發動機$2千萬美元），而且只要改良，不必重新研發。
雖然J-2X火箭發動機是從現有的發動機改良，燃料供應系統卻是全然新的。原先計劃由太空梭外燃料槽的內部結構進行修改，以"內槽"的方式分開燃料槽及氧化劑槽。最後使用阿波羅時期的概念，並不用內槽結構來減輕重量，而是在兩個槽間以隔壁隔開。現今的設計，使用簡約的方式增加推進劑容量：以隔板隔開的燃料槽可裝載297,900磅（約135公噸）。較重的燃料可降低第二節發動機點火時的瞬間加速度，僅0.6G。
第二節的頂端將裝配載人的獵戶座太空船，下發也裝設有類似農神一B運載火箭及農神五號運載火箭的推進系統，能在火箭飛行時控制第一及第二節的翻滾。
戰神一號運載火箭的第二節也和太空梭的外部燃料槽使用相同的泡綿絕緣體，可隔絕低溫推進劑受熱，且甘迺迪太空中心的氣候潮溼，同樣的絕緣材料也用在哥倫比亞號太空梭上，但被絕緣材料的破片擊中，造成返航時燒毀，然而戰神一號運載火箭不會有此危險。
在2007年8月28日，美國國家航空暨太空總署宣布與波音公司簽約設計戰神一號運載火箭的上面級。上面節將由美國國家航空暨太空總署的密喬零件裝配廠（Michoud Assembly Facility）負責製造，即現今幫美國國家航空暨太空總署製造太空梭液態氫/液態氧燃料槽的一個裝配廠。此裝配廠在1960年代即建造農神五號運載火箭的S-IC節，當時屬於波音公司的廠房。

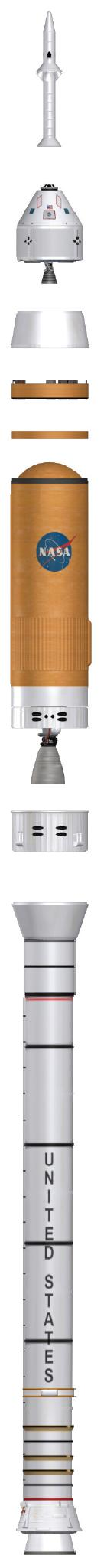
戰神一號運載火箭的裝配圖

### 戰神一號運載火箭設計歷史
戰神一號運載火箭和戰神五號運載火箭這兩款運載火箭顯現出美國國家航空暨太空總署的工程概念。戰神一號運載火箭將配有一支五段式的固態助推器（非太空梭的四段式固態助推器），第二節長度較第一節短。

## 先进运输系统计划
洛克希德·马丁于1995年与马歇尔太空飞行中心开展了一项先进运输系统计划(ATSS)。其报告的一部分描述了类似于战神一号的运载火箭，其由一个作为第一级的固体火箭助推器（SRB）及一个作为第二级的液体火箭组成。在构想中，并考虑在其可能的变形中由J-2S发动机及航天飞机主发动机（SSME）作为第二级的发动机，以及由先进固体火箭发动机（Advanced Solid Rocket Motor）作为第一级发动机。

## 探测系统建造计划
2004年1月，在布希總統宣布太空探索的願景後，於2005年4月29日授予美國國家航空暨太空總署一份探測系統建造計劃書（Exploration Systems Architecture Study）表示：以最高標準建造能達到月球或火星的載人及載物之太空運載工具，並能達到載人的標準及能往返於國際太空站及地球間。為了研製能夠維持人類機能及易於操縱的探測月球設備，必須確認相關關鍵技術及增進各項探測系統。

### 火箭動力系統的建造
美國國家航空暨太空總署計劃以太空梭現有的設備來建造戰神一號運載火箭。起先要使用太空梭的四段式固態助推器（SRB）做為第一節，並以一顆太空梭主發動機為第二節。載貨的火箭則與原設計相同，將使用五段式的固態助推器，而末端節使用一顆航天飞机主发动机（SSME）。
雖然戰神一號運載火箭在初步憑估後可以成功的作為運載火箭，但進一步模擬測試發現四段式的第一節固態運載火箭可能無法負擔獵戶座太空船的酬載重量；所以在2006年1月，美國國家航空暨太空總署宣布將減少獵戶座太空船的大小，並改用五段式之第一節固態運載火箭，第二節運載火箭發動機也從一顆太空梭主發動機（SSME）改為阿波羅改良版的J-2X火箭發動機。從四段式固態運載火箭轉變為五段式固態運載火箭讓美國國家航空暨太空總署可以達到與計畫書相同的要求（雖然固態運載火箭的段數也可用其它數量），但選用五段式固態運載火箭主要原因是要配合J-2X火箭發動機。
一顆要價大約2-2.5千萬美元的J-2X火箭發動機，只需結構複雜太空梭主發動機的一半價格（5.5千萬美元）。J-2X火箭發動機不像太空梭主發動機只能在地面（非真空）點火，J-2X火箭發動機可在地面或接近真空的狀態下點燃。這種特殊的空氣動力學原理在農神五號的S-IVB節即被使用，當時的火箭發動機是J-2火箭發動機，這顆火箭發動機將阿波羅太空船送上月球。在另一方面，太空梭主發動機只要經過廣泛的改良及測試，也可以在真空中產生動力（如果戰神一號運載火箭可以精確進入飛行軌道和獵戶座太空船預備有足夠的燃料時），如果太空梭主發動機可以在接近真空的狀態下點燃，即可在太空中重複點燃。美國國家航空暨太空總署此項測試並未在地面抽真空實際執行，而是在1988年STS-26以前太空中的主發動機測試短暫點燃太空梭主發動機。
美國國家航空暨太空總署宣佈ATK Thiokol公司將建造戰神一號運載火箭的第一節固態運載火箭，目前則為太空梭建造固態輔助火箭。ATK也標下戰神一號運載火箭的末端節建造工程。普萊特&惠特尼公司（Pratt & Whitney）旗下的洛克达因公司(其前身分別是隸屬於北美公司（North American Aviation）以及洛克威爾公司（Rockwell）旗下的公司），是主要製作J-2X火箭發動機的次承包商，合約內容包括測試J-2X火箭發動機等項目，測試地點在阿拉巴馬州的罕茨維爾（Huntsville）的南方。
2007年1月4日，美國國家航空暨太空總署宣佈戰神一號運載火箭完成系統標準測試，是繼太空梭後的第一個通過測試的載人太空載具，此測試為設計過程中重要的里程碑，並確保戰神一號運載火箭完成星座計劃中重要的一環。美國國家航空暨太空總署也宣佈燃料槽的新設計，並不以太空梭外部燃料槽的內槽技術分開液態氫槽及液態氧槽，而是用類似農神五號的S-II及S-IVB節的隔板將兩槽分開，藉此可使第二節較短且輕，且免去設計第二節及獵戶座太空船連結處所必須承受太空船的重量。
2007年12月12日，美國國家航空暨太空總署宣佈由波音公司提供及裝配戰神一號運載火箭的控制系統。

## 戰神一號運載火箭的發射時序

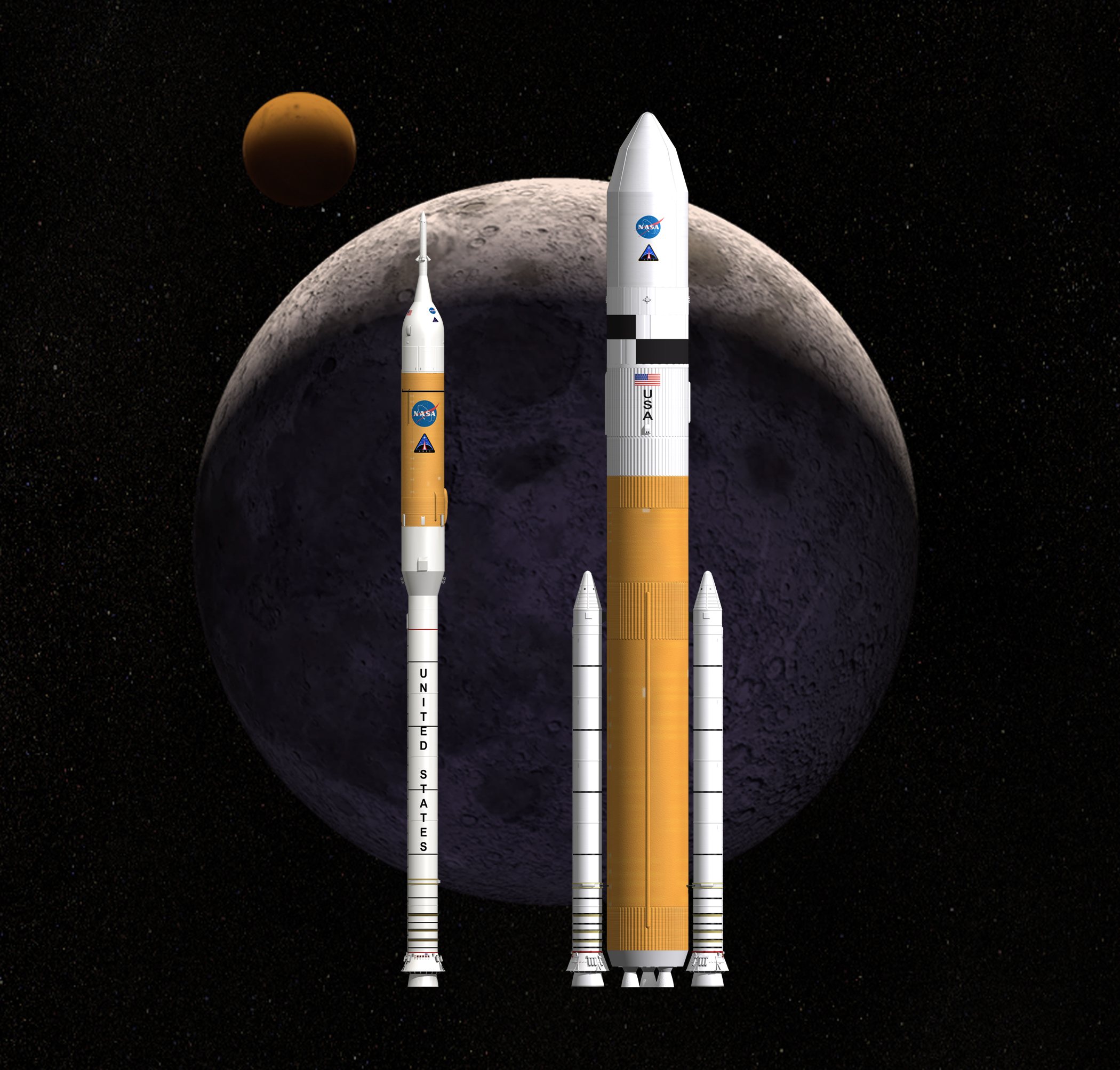
戰神一號運載火箭和戰神五號運載火箭加上月球背景的想像圖

在2007年1月4日，美國國家航空暨太空總署宣布戰神一號運載火箭的系統和設備之設計全面再次檢閱，這次的檢閱是建造戰神一號運載火箭第一個重要的里程碑。在2007年整年，美國國家航空暨太空總署打算改進戰神一號運載火箭的部分設計，但少部分的設計之修改時間則延至2009年；2008年即開始進行品質測試和具體改良的工作，預估在2012年首次進行實際（有載人）發射的測試。在2009年底，所有的火箭設計將結束，並在2011年6月進行測試（無載人）。

## 一級回收降落傘測試
戰神一號一級的回收方式設計為降落傘式海上回收，分離機制在一級工作完成後，火箭頭部啟動小型姿態控制系統，將火箭反轉準備降落，降落傘系統共三級，包括拽降傘、減速傘、主傘。 回收預定海域位於大西洋，由回收船使用吊運設備拖回卡納維拉爾角進行翻新。整個回收系統共經歷多次測試：
- 導引傘測試：3次直升機拖放釋放模擬器測試，驗證導引傘能順利拉出推進器。
- 減速傘測試：2次組件測試+多次負載驗證。  2007年7月24日，約36,000磅載重從約25,000英尺高度釋放，表現合格。此階段測試確認了傘的抗拉力、收放機制及主傘預部署條件。
- 主傘測試：3次單傘測試+1次三主傘群測試。  2009年5月20日，首次三主傘群測試成功，165公尺直徑的傘群成功將41,500磅載重降落至地面，也創下目前為止製造的最大尺寸火箭降落傘測試紀錄 。

## 战神1-X火箭发射
世界标准时间2009年10月28日15:30，美国“战神1-X”火箭在佛罗里达州肯尼迪航天中心39B发射台点火升空，攜帶模擬載荷进行其首次亞軌道飞行，對火箭結構、空氣動力學、一二級分離系統和一級回收系統等進行了測試。此系列火箭是为替代即将退役的航天飞机开发的新型运载火箭，将成美国重返月球航天器之一。

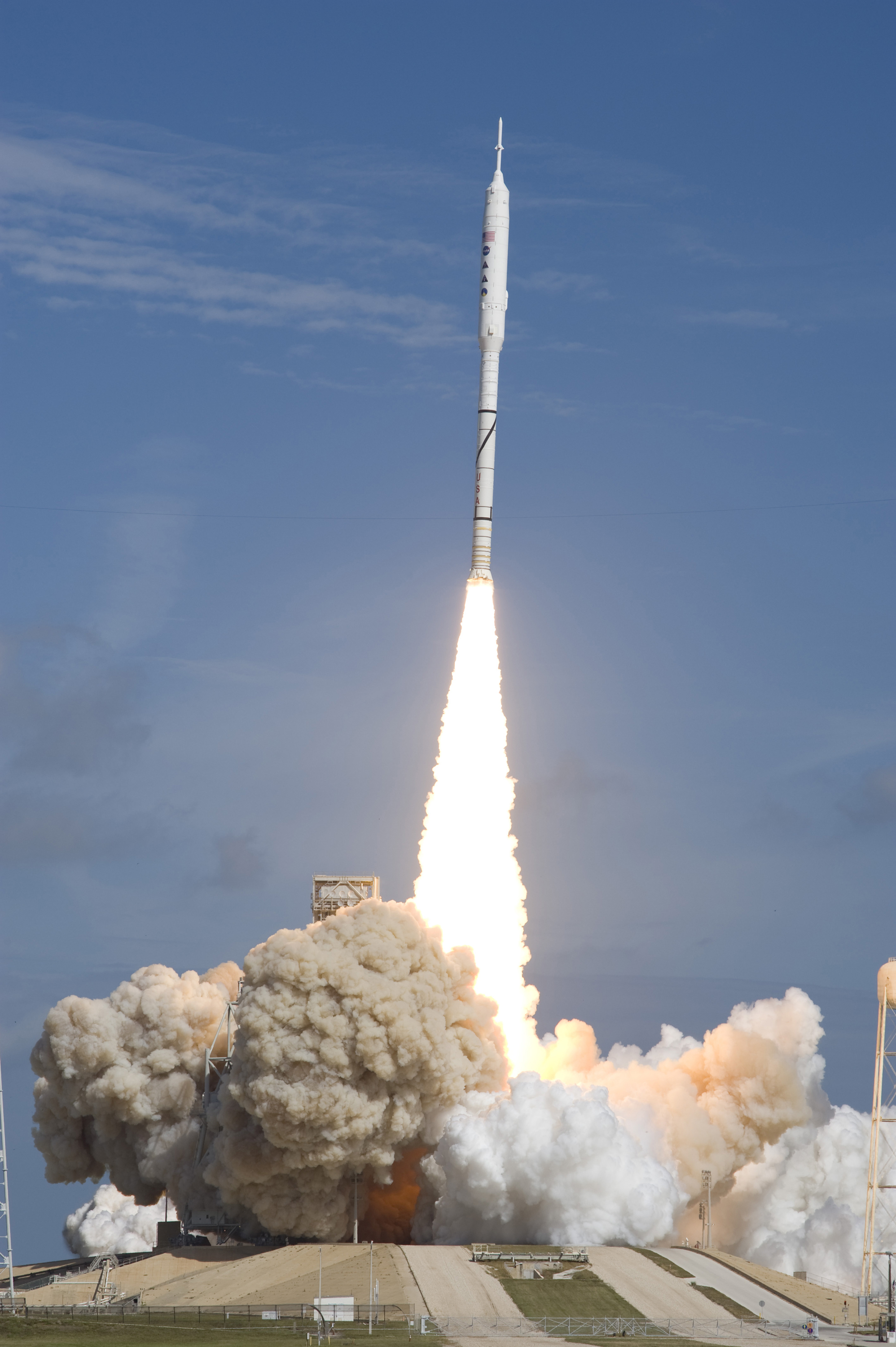
战神1-X火箭发射升空

## 發展瓶頸
在2008年1月，美國國家航空暨太空總署發現戰神一號運載火箭的第一節固態運載火箭在剛飛行的一分鐘發生劇烈的振動，足以使整臺運載火箭達到危險的狀態。多次的加速度將此振動的頻率更加頻繁，造成振動的原因是第一節火箭內部的氣流擾動。美國國家航空暨太空總署的官方早在2007年即了解到此問題，在2008年3月試著以減少運載火箭的壓力來解決。美國國家航空暨太空總署承認此問題非常嚴重，五節中有四節可能有問題，但美國國家航空暨太空總署也有信心解決此問題，因為過去有很多成功解決的例子。美國國家航空暨太空總署也勾勒出這種全新的運輸系統，因為早期的阿波羅號或太空梭在改進的地方也遇上一些瓶頸，但總能化險為夷，邁向成功之路。

## 評價

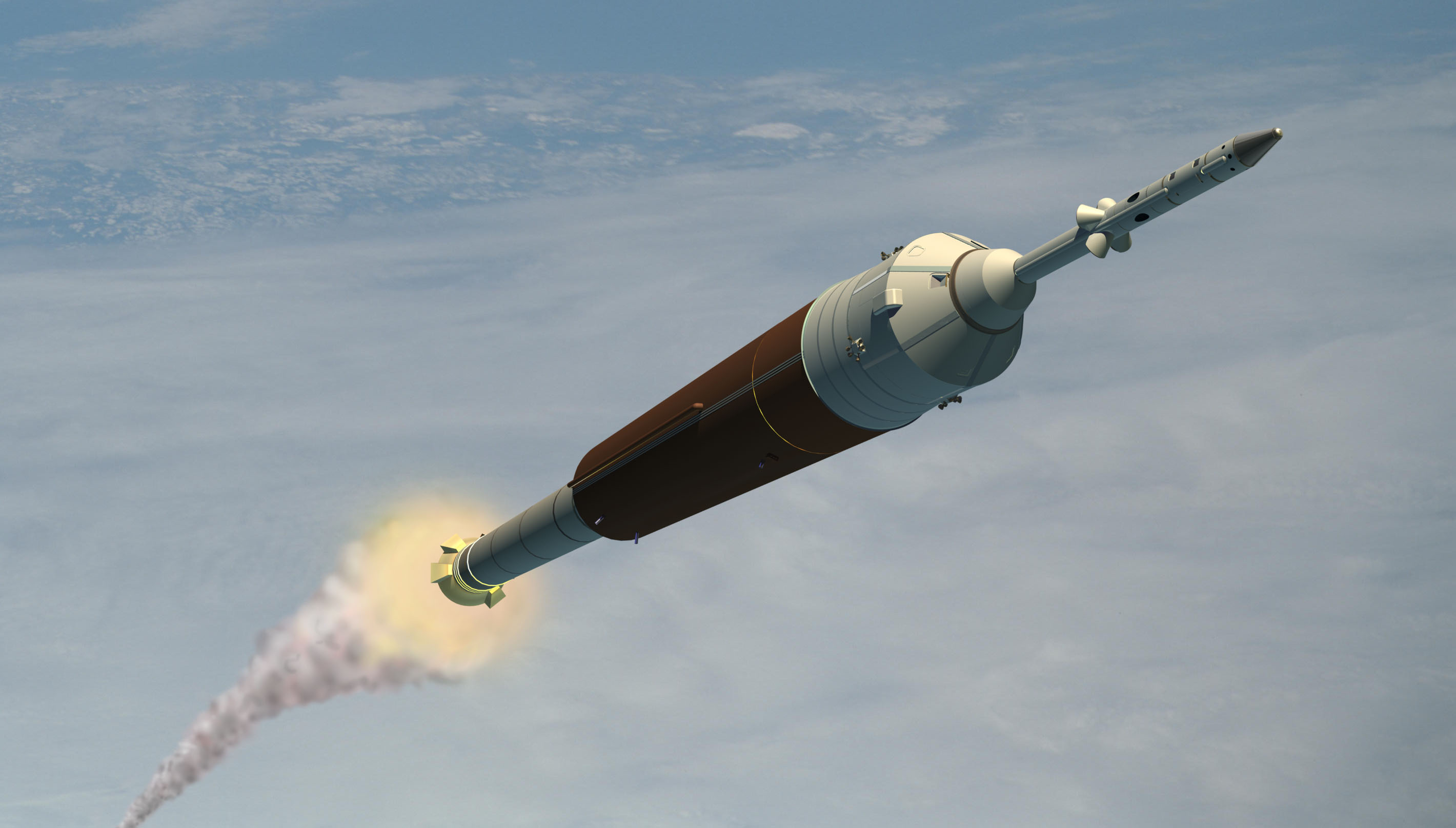
戰神一號運載火箭運載獵戶座太空船的想像圖

戰神一號運載火箭的構造曾被遭到某些主張的批評。
第一，製造酬載二十五噸級的火箭，可能被認為與現存的火箭公司競爭，如三角洲四號重型運載火箭，改進現行火箭的安全性並減少花費的提議也受到討論，能減少研發金費，並以先前的技術延伸，應能達成較高的成功率。美國國家航空暨太空總署的企劃團隊精選了一些戰神一號運載火箭的反對意見，並評估較擎天神或三角洲運載火箭安全兩倍的設計。於2007年中旬，報導指出來自國會的政治壓力將取消太空梭的發射並以擎天神及三角洲運載火箭取代。
第二，美國國家航空暨太空總署所選擇的火箭結構需進行兩項發動機改良計劃-分別為需三十億美元研發经費的第一節五段式固態火箭及十二億美元研發经費的J-2X發動機。其它多餘的花費用在長遠的改良計畫和增加發射任務的安全性及較無功用的硬體設施去除，因為部分零件在太空梭上是有好處的，但是用到戰神系列運載火箭卻形成累贅。事實上，批評者認為除了除去太空梭主發動機和四段式固態助推器，新火箭的結構也應移除有關太空梭的部分零件。
第三，當今科技可能無法使計劃中的火箭箭身穩定飛行，細長的結構造成前端的空氣阻力極大，尾端也會產生紊亂的震波。所以，戰神一號運載火箭將會來回擺動讓火箭箭身能以最穩定的狀態飛行。太空梭其固態助推器之推力向量控制系統也可以持續地應負飛行中不穩定的狀態，有效地減少火箭箭體不斷轉向（機械動作）的負擔，另外，美國國家航空暨太空總署開始處理風切現象的問題。
第四，各種造成戰神一號運載火箭晚於表定時間的因素如預算壓力及工程和科技的瓶頸，都有可能造成太空梭除役到戰神一號運載火箭首次發射間空窗期擴大。於2007年下半年，預定首度飛行將是太空梭除役後五年的2015年。
第五，運載能力的質量降低是因為美國國家航空暨太空總署縮小戰神一號運載火箭的大小重量甚至是把獵戶座太空船多餘的安全逃脫火箭去除，獵戶座太空船即位於戰神一號運載火箭的頂端。
為了不影響現在太空梭的發射底座，戰神一號運載火箭的底座就極為棘手，不得已只能先做出戰神一號運載火箭的各部分零件（例如五段式固態運載火箭和J-2X火箭發動機），戰神五號運載火箭也只能如此，將所有零件完成卻無法組裝的窘境，評論家也預測如果行程表持續的延後，造成最後需加緊趕工而使太空梭退役有重大的停擺，正如同太空梭和農神五號交接的時候的大量財力耗損，如果再次重演，將使戰神五號運載火箭的建造完成日遙遙無期。

## 資料來源
1. ↑   （页面存档备份，存于） BBC新聞
2. ↑   (PDF). NASA.   [2007-01-08]. （原始内容 (PDF)存档于2007-01-05）.
3. ↑  . NASA. 2007-07-16  [2008-05-29]. （原始内容存档于2020-08-01）.
4. ↑  . NASASpaceflight.com. （原始内容存档于2007-09-28）.
5. ↑  . NASA.   [2007-01-08]. （原始内容存档于2007-11-20）.
6. ↑  Bergin, Chris. . NASA SpaceFlight.com. 2006-02-27  [2006-11-22]. （原始内容存档于2006-11-19）.
7. ↑   (新闻稿). NASA. 2007-01-04  [2007-01-07]. （原始内容存档于2017-07-07）.
8. ↑  NASA Selects Prime Contractor For Ares I Rocket Avionics （页面存档备份，存于）, NASA, December 12, 2007.
9. ↑  Stein, Keith. . Launchspace.com. 2007-01-04  [2007-01-08]. （原始内容存档于2007-01-09）.
10. ↑  Connolly, John.  (PDF). NASA. 2006-10  [2007-01-08]. （原始内容 (PDF)存档于2007-07-10）.
11. ↑  .   [2013-06-30]. （原始内容存档于2019-06-09）.
12. ↑  Borenstein, Seth. . Washington Post. 2008-01-18  [2008-01-20].[]
13. ↑  Carreau, Mark. . Houston Chronicle. 2008-01-19  [2008-01-20]. （原始内容存档于2011-07-19）.
14. ↑  Cowing, Keith. . NASA Watch. 2008-01-17  [2008-01-20]. （原始内容存档于2012-09-14）.
15. ↑   (PDF). NASA.   [2007-01-10]. （原始内容存档 (PDF)于2020-11-08）.
16. ↑  . SpaceRef.com. 2007-11-16.[]
17. ↑  . SpaceRef.com. 2006-12-04.[]
18. ↑  . nasaspaceflight.com. 2007-10-01. （原始内容存档于2008-04-27）.
19. ↑  . nasaspaceflight.com. 2007-07-15. （原始内容存档于2008-06-17）.
20. ↑  . nasaspaceflight.com. 2007-07-22. （原始内容存档于2008-04-05）.

## 外部連結
- NASA Ares I page （页面存档备份，存于）
- A Visual History of Project Constellation （页面存档备份，存于）
- Ares I GAO Report to Congress